# Paul Koller (Politiker)
Paul Koller (* 12. Oktober 1889 in Sankt Margarethen im Burgenland; † 21. Oktober 1950 in Eisenstadt) war ein österreichischer Beamter und Politiker (SPÖ bzw. KPÖ). Koller war verheiratet und von 1930 bis 1934 Mitglied des Bundesrates. 
Paul Koller wurde als Sohn des Kleinlandwirts Karl Koller aus Sankt Margarethen geboren. Er besuchte die Volksschule und war danach als Berufssoldat bzw. Gebäudeverwalter in der Eisenstädter Kaserne beschäftigt. Ab 1931 war Koller Kanzleileiter der Baufirma Dipl. Ing. A. Vogl in Eisenstadt.
Koller war zwischen 1925 und 1929 Bürgermeister der Freistadt Eisenstadt und hatte von 1930 bis 1934 das Amt des Vizebürgermeisters inne. Er war Mitglied des Landesparteivorstandes und war zwischen dem 10. Dezember 1930 und dem 17. Februar 1934 Mitglied des Bundesrates (IV. Gesetzgebungsperiode). In der Folge des Österreichischen Bürgerkriegs verlor er seine politischen Ämter. 
1938 trat er zur KPÖ über, für die er von 1945 bis 1950 erneut als Vizebürgermeister von Eisenstadt (und gleichzeitig als Leiter des Wohnungsamtes) amtierte. Bis 1948 war er auch Mitglied der Landesleitung der KPÖ Burgenland.